# 郭晓岚
郭晓岚 （英語：Hsiao-Lan Kuo，1915年2月7日—2006年5月6日），美籍华裔气象学家，中央研究院院士，專精於大气动力学，為芝加哥气象学派的著名人物。

## 生平
1915年2月7日，出生於中国河北滿城縣張辛莊村。因家境贫寒，中等教育完成后便回家务农。1929年夏，以优异成绩考入保定第二師範学院。
1932年，考入清華大學數學系。1933年，轉入清华大学地球物理系。1937年，畢業于国立清华大学，获得理学学士学位。后就读国立浙江大学，师从中国气象学宗师竺可桢，于1942年获得理学硕士学位。1945年赴美国留学，就读于芝加哥大学，师从芝加哥气象学派创始人，国际气象学泰斗卡尔-古斯塔夫·罗斯贝教授。1948年获得芝加哥大学地球物理哲学博士。
1937年至1945年，在中央研究院氣象研究所擔任助理研究員。
1949年，与当时在芝加哥大学求学的萧梅（音译）女士结婚。
1949年至1956年，在麻省理工學院飓风研究中心担任研究員，高級研究員（1956年至1962年），中心主任（1966年至1976年）。
1962年至1985年，回芝加哥大學任教，担任地球物理學系正教授。
1970年，获美国大气科学学会颁发最高荣誉卡尔-古斯塔夫·罗斯贝奖章
1985年- ，獲美國芝加哥大學退休榮譽教授 頭銜
在其教学生涯中，曾于1973年和1979年两度访问中国。
2006年5月6日在美国芝加哥大学Bernard Mitchell医院逝世。

## 学术成就
1970年，獲美國/国际气象学界最高榮譽獎——卡尔-古斯塔夫·罗斯贝奖章。
1988年，中華民國中央研究院第17屆(數理科學組)院士。

## 著作
- 《大氣動力學》

## 外部連結
- 河北新闻网——世界著名氣象學家郭曉嵐 （页面存档备份，存于） (部分记载有误，请以英文参考为准)
- 芝加哥大学 Hsiao-Lan Kuo, meteorologist, 1915-2006 （页面存档备份，存于）
- 中研院电子报:郭晓岚院士与世长辞[永久]
- 郭曉嵐 逝世院士一覽表 （页面存档备份，存于） 中央研究院